# Нахов, Исай Михайлович
Иса́й Миха́йлович На́хов (21 января 1920, Херсон — 26 января 2006) — советский и российский филолог-классик, доктор филологических наук, профессор (1974), заслуженный профессор МГУ.

## Биография
Окончив московскую школу № 114, поступил в Институт философии, литературы и истории (ИФЛИ), в котором учился в 1937—1941 годах. Своим главным учителем считал С. И. Радцига.
Во время Великой Отечественной войны работал на авиастроительном заводе № 95 (пос. Сетунь под Москвой), вместе с которым был эвакуирован в г. Нижняя Салда (Свердловская область).
В 1945 году вернулся в Москву и поступил в аспирантуру восстановленного в Московском университете классического отделения, окончил её в 1948 году. В 1952 году защитил кандидатскую диссертацию «Мировоззрение Лукиана Самосатского (Лукиан и киники)». В 1972 году защитил докторскую диссертацию «Литература и философия кинизма».
Был почётным членом учёного совета филологического факультета и заместителем председателя диссертационного совета по классической филологии при МГУ.
Заслуженный деятель науки Российской Федерации (2001).
Подготовил издание: Антология кинизма. Антисфен, Диоген, Кратет, Керкид, Дион. Фрагменты сочинений кинических мыслителей. — М.: Наука, 1984. — (Памятники философской мысли) — 398 с.
Дочь — художница Ирина Нахова (род. 1955).

## Основные работы
- «Киническая литература» (М., 1981)
- «Философия киников» (М., 1982; в сер. «Из истории мировой культуры»; 2-е изд. 2009)